# Pont du Sud (Riga)
Le Pont du Sud (en letton : Dienvidu tilts) est un pont extradossé qui traverse le fleuve Daugava à Riga, capitale de la Lettonie,,,.

## Présentation
Le pont relie les rues Krasta iela et Slāvu iela (rive droite) à la rue Jana Čakstes Gatve (rive gauche).
Le pont a été construit entre 2004 et 2008 et a été inauguré le 17 novembre 2008..
La construction des routes d'accès a duré jusqu'en 2013.
Le pont dispose de 3 voies de circulation dans chaque direction et de trottoirs pour les piétons. Les transports publics passent également par le pont.
La longueur du pont est de 803 mètres et sa largeur de 34,28 mètres.
La hauteur sous le pont est d'au moins 8,5 mètres. Le nombre de pylônes  est de six et la hauteur est de 13,33 mètres au-dessus de la surface de la route.
En raison du coût énorme du pont, il est également devenu familièrement connu sous le nom de Pont d'Or (Zelta tilts).

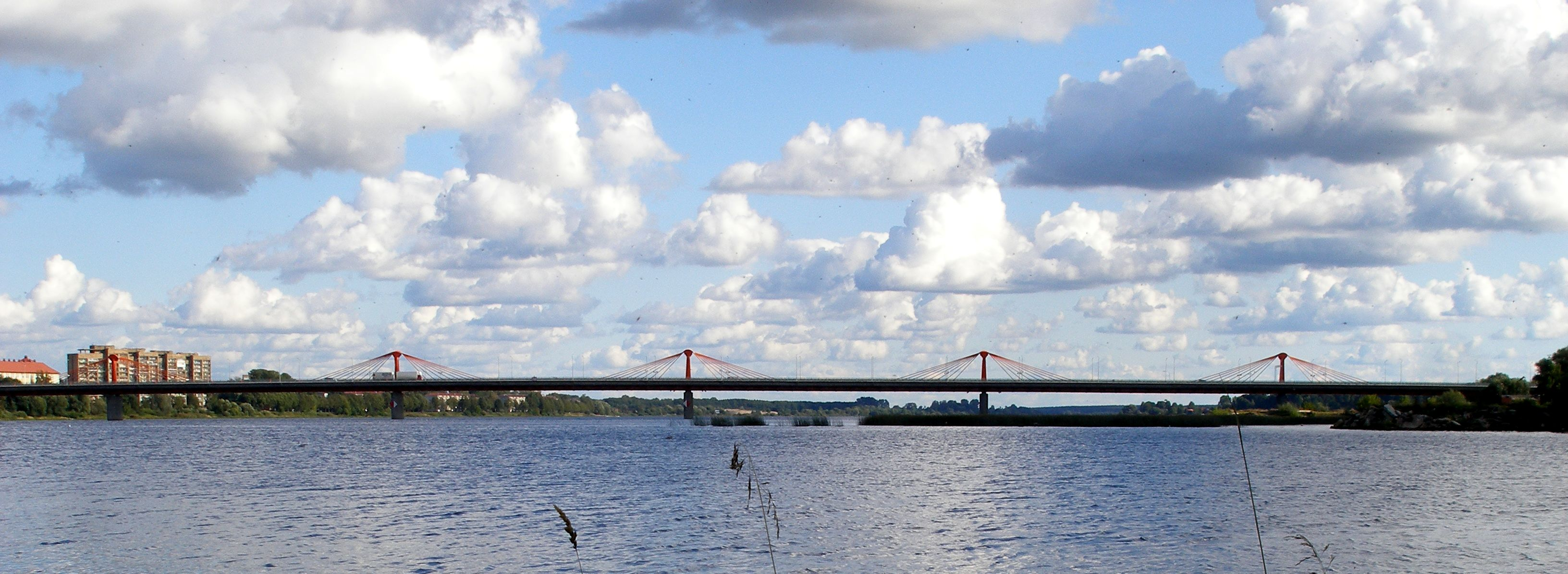

## Galerie

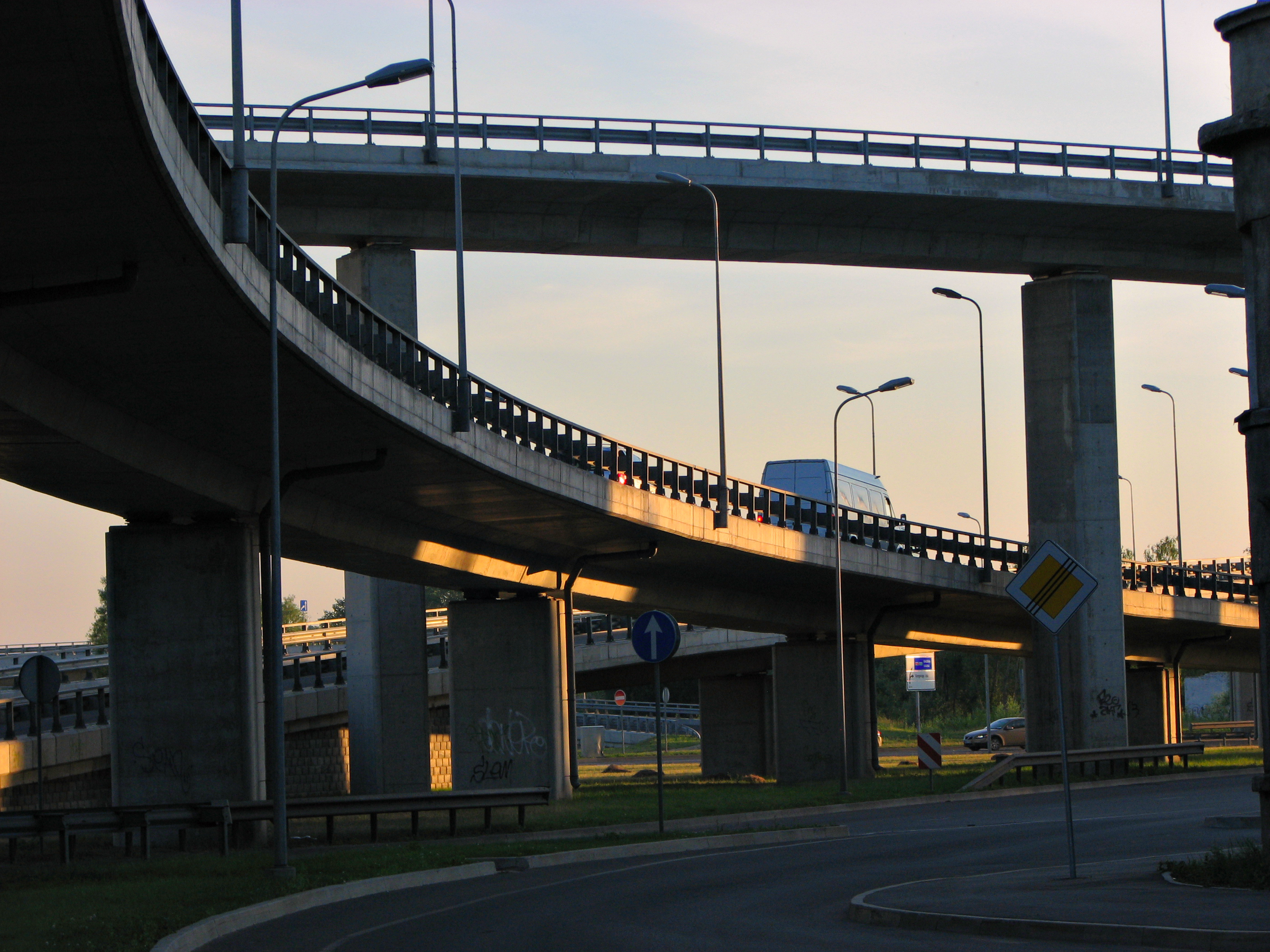
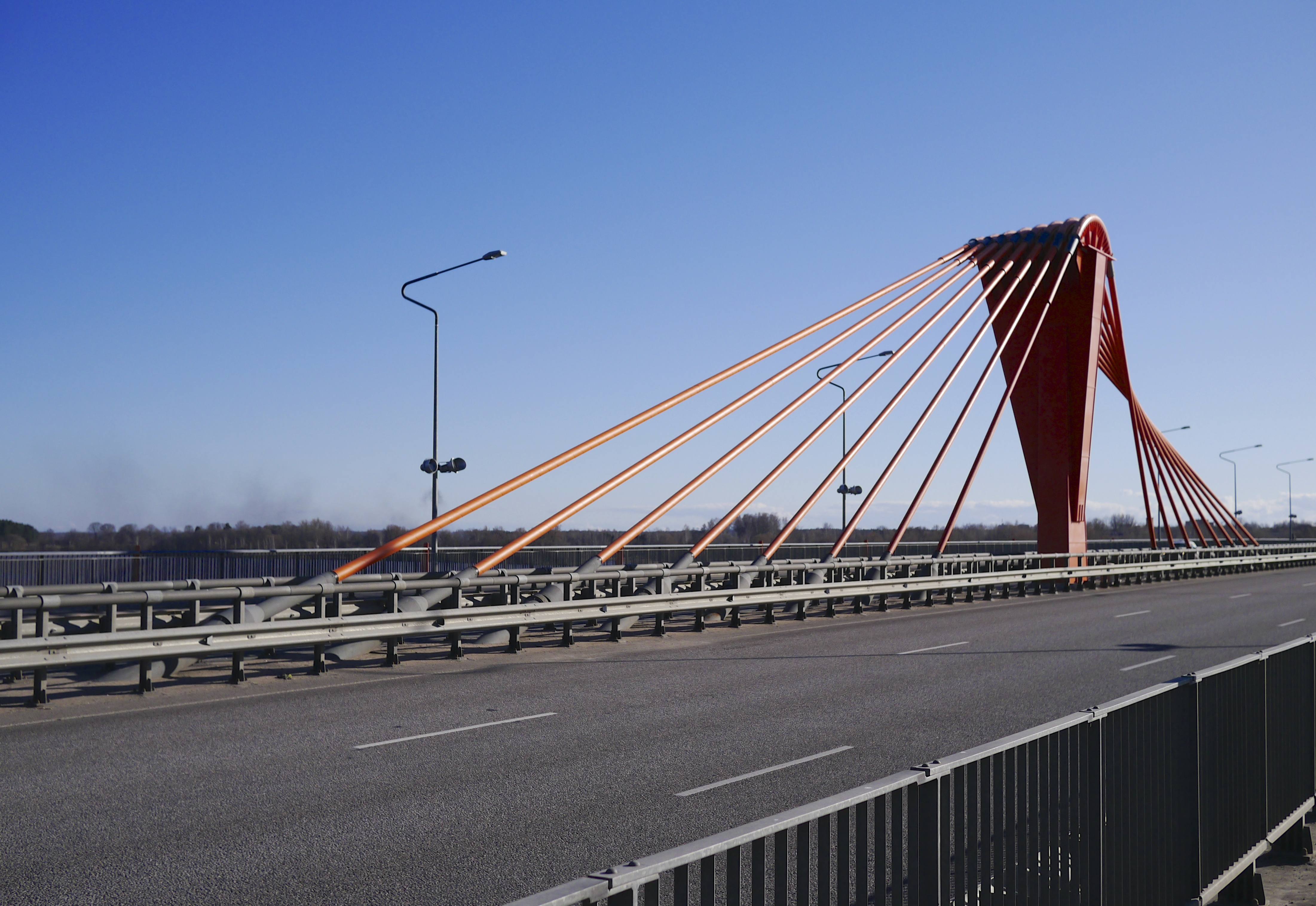
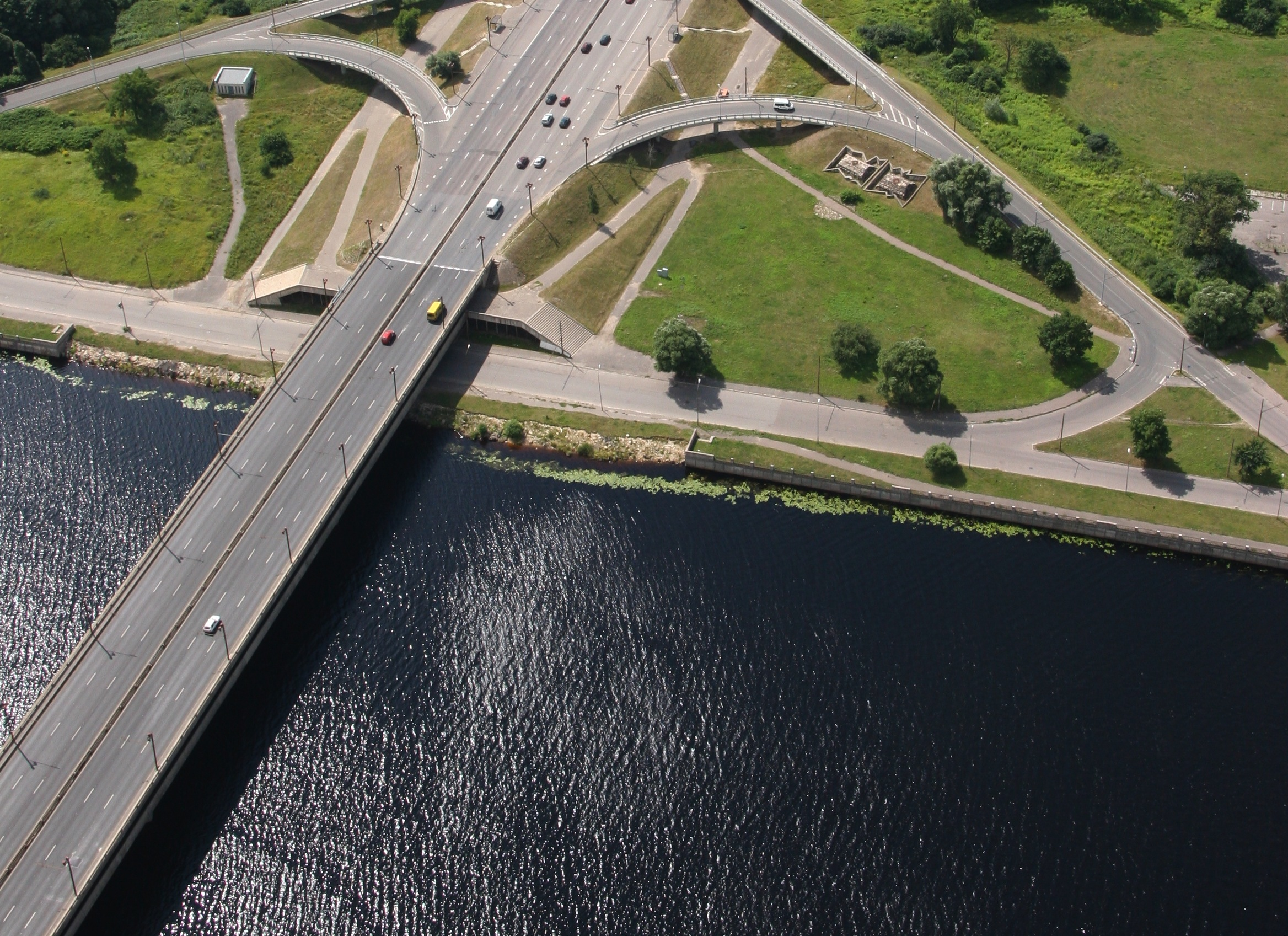
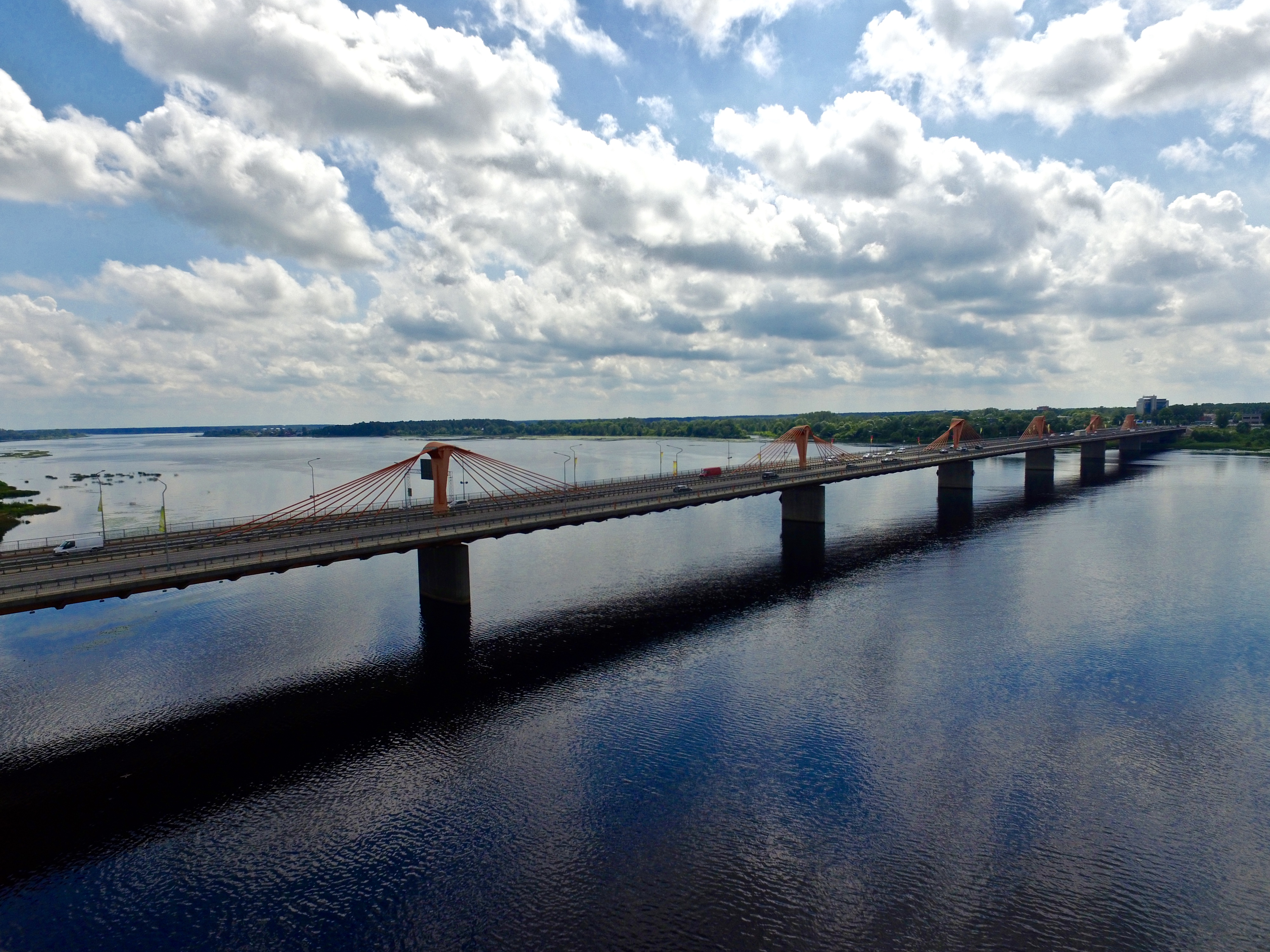